# Казки про машини
«Казки про машини» — ляльковий мультиплікаційний фільм 1975 року Творчого об'єднання художньої мультиплікації студії Київської кіностудії науково-популярних фільмів, режисер — Валентина Костилєва.

## Сюжет
Складається з трьох новел:
- Веселий автобус
- Трактор-невмійка
- Маленький моторолер

## Над мультфільмом працювали
- Автор сценарію — Олександр Костинський[2]
- Режисер — Валентина Костилєва[3]
- Художник-постановник — Микола Сапожніков
- Композитор — Антон Муха
- Оператор — Тамара Федяніна
- Звукорежисер — Ігор Погон